# Bulanove (Velîkîi Trosteaneț), Poltava
Bulanove (în ucraineană Буланове) este un sat în comuna Velîkîi Trosteaneț din raionul Poltava, regiunea Poltava, Ucraina.

## Demografie
Componența lingvistică a localității Bulanove
     Ucraineană (96,88%)
     Rusă (3,13%)
Conform recensământului din 2001, majoritatea populației localității Bulanove era vorbitoare de ucraineană (96,88%), existând în minoritate și vorbitori de rusă (3,13%).